# Vaarle
Vaarle is een voormalige buurtschap ten zuidoosten van Nuenen, in de Nederlandse provincie Noord-Brabant. Hoewel behorend tot de herdgang Nuenen, was vroeger het vroeger gedeeltelijk ook bezit van de Heerlijkheid Mierlo.
Langs Vaarle stroomt de Hooidonkse Beek, die hier Luchense Wetering wordt genoemd.

## Toponymie
De vroegste vermelding is in 15e-eeuwse documenten, waar het werd gespeld als Vaerlaer of Vairlair. De naam eindigt dus op -laar, hetgeen naar een open plek in een bos of een bosachtig moerassig terrein verwijst. Daar dit type namen voor de 14e eeuw niet werd gebezigd kan aangenomen worden dat het om een ontginning uit de 14e eeuw gaat.

## Geschiedenis
Vaarle was een leengoed van Oud-Herlaar. De hoeve Groot Vaarle besloeg 35 ha. Leenmannen waren onder meer: Roever van Vairlair (omstreeks 1400), Jan van Dussen en diens zoon Floris Jans van der Dussen. De familie Van Vairlair was in de 15e eeuw een belangrijk geslacht in 's-Hertogenbosch.
In 1436 werd het goed beleend door Goossen van Berkel, die het van Floris Jans gekocht had. Hij was getrouwd met Lijsbeth Becker  en in 1459 door hun dochter Henrike Goossens van Berkel, gehuwd met ridder Jan Massereel, heer van Wijnandsrade. In 1497 kwam de hoeve aan Jans zoon, Wijnand Massereel en in 1502 aan diens broer, Hendrik Massereel.
In 1555 kwam het aan Herbert Massereel, die echter kort daarna stierf, waarna zijn broer, Floris Massereel, eigenaar werd. Deze was tevens Commandeur van de Commanderie der Duitse Orde te Vught. In 1609 was een Jan van Cortenbach de eigenaar. Hij was verwant aan de Heren van Helmond. Vervolgens werd Floris van Cortenbach en daarna diens dochter Barbara van Cortenbach de bezitter. In 1649 werd het verkocht aan Wouter Snoeck.
In 1660 kocht Emond van Cortenbach het bezit, waarna het eeuwenlang verbonden bleef aan de Heren van Helmond. Dezen verpachtten uiteraard de hoeve. Toen in 1781 Carel Frederik I Wesselman heer van Helmond werd, kocht hij nabijgelegen heidepercelen die hij liet ontginnen. Later bouwden de kasteelheren van Helmond een tweede boerderij, die de Nieuwe Vaarlese Hoeve werd genoemd. De oorspronkelijke hoeve Groot Vaarle staat nog steeds als de Oud Vaarlese Hoef bekend.
Op 1 oktober 1866 werd de spoorlijn van Eindhoven naar Helmond geopend, die direct ten zuiden van Vaarle loopt.
Vooral in de jaren 30 van de 20e eeuw werd zeer veel van de omliggende heide- en moerasgrond ontgonnen en werden nieuwe, moderne, boerderijen gebouwd.

## Heden
Ten zuiden van de spoorlijn kwam een terrein waar onder meer fecaliën uit de Randstad werden aangevoerd ten behoeve van een composteerbedrijf, de Vuil Afvoer Maatschappij (VAM). Vanaf 1979 zou deze onder de naam Regionale Afvalverwerkingsmaatschappij Zuidoost-Brabant (RAZOB) een zeer grote vuilstort beheren, waarvan het hoogste punt 60 meter boven het maaiveld (75 meter boven NAP) zou komen en die uiteindelijk een oppervlakte van 49 ha zou beslaan. Toen deze vuilstort min of meer vol was en afgedekt werd, werd deze ingericht als Landgoed Gulbergen, met voor de recreatie een golfterrein, een dierentuin (Dierenrijk) en mogelijk een evenemententerrein. In 2006 is begonnen met de sloop van de meeste huizen op Vaarle, anno 2022 staat er nog één boerderij.

## Bosplan Vaarle
Tegenwoordig wordt er een groot loofbosgebied ingericht dat de Luchense Heide en de Papenvoortse Heide met elkaar zal verbinden en dat ongeveer 100 ha zal beslaan. Dit staat bekend als Bosplan Vaarle. Op 3 december 2002 is hiermee gestart door het planten van vier Koningslinden door de prinsessen Laurentien, Marilène en Annette van Oranje voor hun kinderen Eloise, Isabelle, Anna en Lucas. Deze maken deel uit van het Geboortenbos. Het Sleutelbos is geschonken door Volvo Car. Het bos zal deel uitmaken van de Ecologische Hoofdstructuur en sluit aan bij enkele kleinere reeds bestaande percelen loof- en naaldbos.
Vanaf 2009 zal ook aan het dal van de Hooidonkse Beek over een aanzienlijke breedte een meer natuurlijk karakter worden verleend, en ook dit zal een ecologische verbindingszone gaan vormen.
Dorpen: Eeneind · Gerwen · Nederwetten · Nuenen

Buurtschappen: Alvershool · Boord · Heerendonk · Hooidonk (deels) · Hool · Langlaar · Laar · Nieuwe Dijk · Olen (deels) · Opwetten · Rullen · Spekt · Stad van Gerwen (deels) · Vaarle

Noord-Brabant: Steden en dorpen      Nederland: Provincies · Gemeenten